# Malcolm McMahon

Wappen von Malcolm McMahon

Malcolm Patrick McMahon OP (* 14. Juni 1949 in London) ist ein britischer römisch-katholischer Ordensgeistlicher und emeritierter Erzbischof von Liverpool.

## Leben
Malcolm McMahon besuchte die Dominic’s Primary School und anschließend das St. Aloysius College. Er studierte Maschinenbau an der University of Manchester Institute of Science and Technology. McMahon erwarb einen Bachelor of Science in Maschinenbau. Anschließend arbeitete er als Ingenieur für die Daimler Motor Company in Coventry und später für London Transport.
1976 trat Malcolm McMahon in den Dominikanerorden ein. Während seines Noviziates studierte er Philosophie in Oxford. Im Dezember 1977 legte McMahon seine ewige Profess ab. Danach studierte er Katholische Theologie am Heythrop College der University of London und erwarb den Master of Theology. Am 26. Juni 1982 empfing er durch den Erzbischof von Westminster, Basil Kardinal Hume OSB, das Sakrament der Priesterweihe. Von 1984 bis 1985 war Malcolm McMahon als Kaplan an der Leicester Polytechnic tätig. Er war von 1985 bis 1989 Kurat in London. 1989 wurde McMahon Pfarrer der St. Dominic’s Parish in Newcastle upon Tyne und der St. Dominic’s Parish in Haverstock Hill. 1992 wurde Malcolm McMahon zum Provinzial der Englischen Dominikanerprovinz gewählt. McMahon wurde im Jahr 2000 Prior der „Blackfriars“ (Dominikaner) in Oxford.
Am 7. November 2000 ernannte ihn Papst Johannes Paul II. zum Bischof von Nottingham. Die Bischofsweihe spendete ihm am 8. Dezember 2000 Bischof James Joseph McGuinness in der Cathedral of St. Barnabas; Mitkonsekratoren waren die beiden Weihbischöfe des Erzbistums Westminster, Victor Guazzelli und Patrick O’Donoghue.
Papst Franziskus ernannte ihn am 21. März 2014 zum Erzbischof von Liverpool. Die Amtseinführung fand am 1. Mai desselben Jahres statt. Vom 12. Dezember 2022 bis zum 19. Juli 2023 war McMahon zudem Apostolischer Administrator des vakanten Bistums Hexham und Newcastle.
Am 5. April 2025 nahm Papst Franziskus seinen altersbedingten Rücktritt an.
Malcolm McMahon ist Großoffizier des Ritterordens vom Heiligen Grab zu Jerusalem.